# Nicolas Cammaille-Saint-Aubin
Nicolas Cammaille-Saint-Aubin (Paris, 25 mars 1770 - Paris, 26 août 1832) est un auteur dramatique et chansonnier français.

## Biographie
Il débute comme acteur au Théâtre de l'Ambigu-Comique en 1792 et dès le lendemain de la mort de Marat annonce dans le Journal des spectacles qu'il a écrit une comédie en hommage à celui-ci. Il s'agit de L'Ami du peuple ou Les intrigants démasqués qui, joué à l'Ambigu-Comique, obtient en 1793 un important succès. Le Concert de la rue Feydeau ou la Folie du jour, écrit avec René Perin, déclenche des troubles dans la presse politique, menés par Alphonse Martainville.
Directeur de l'Ambigu-Comique en 1797, il devient employé au ministère de la police après le coup d'État du 18 fructidor an V puis prend la direction du Théâtre de la Cité en 1800, poste qu'il ne conservera qu'un an en raison du peu de succès des pièces qui y sont représentées à cette époque-là.
Il continue de jouer dans ses propres pièces puis en 1804 entre dans la troupe du Théâtre de la Gaîté avant de passer en 1806 dans celle du Théâtre Molière. En 1808, il est engagé au Théâtre de l'Impératrice mais ne tient plus à partir de cette date les premiers rôles. Il quitte la scène comme acteur en 1811.
Entré dans l’administration générale des postes en 1814, gravement malade, il passe la dernière année de sa vie à la Maison royale de santé et y meurt le 26 août 1832.

## Œuvres
- L'Ami du peuple ou les Intrigants démasqués, comédie en trois actes, en vers, 1793
- Le Concert de la rue Feydeau ou la Folie du jour, comédie en 1 acte, en prose, avec René Perin, 1794
- Marguerite, ou les Voleurs, drame, en un acte, mêlé de pantomime, combats, etc., avec César Ribié, 1797
- Le Moine, comédie en cinq actes, mêlée de chants, danses, pantomime, 1797
- La Fausse mère ou Une faute de l'amour, drame en cinq actes, 1797
- Les Chinois ou Amour et Nature, pantomime dialoguée en trois actes, 1799
- L'Élève de la nature, ou le Nouveau Peuple, pantomime en 3 actes, 1800
- Ima, ou les Deux mondes, mélodrame allégorique en 3 actes, à spectacle, 1802
- Louise ou le Théâtre, comédie en un acte, 1803
- La Fille de l'hospice, ou la Nouvelle Antigone, mélodrame en 3 actes, à grand spectacle, tiré du roman de Ducray-Duminil, 1805
- Le Prince de la Newa, mélodrame en trois actes, 1809
- Boutade dialoguée à Napoléon père, sur la naissance du Roi de Rome, 1811
- Le Passage de la mer Rouge ou la Délivrance des Hébreux, 1817
- À la paix, chanson, non datée